# Joshua Nadeau
Joshua Nadeau, född 12 september 1994 i Paris, är en fransk fotbollsspelare som spelar för Rodange 91.

## Karriär
Nadeau började spela fotboll i Boulogne-Billancourt. Som 16-åring gick han till AC Ajaccio. Nadeau gjorde sin Ligue 1-debut den 18 augusti 2013 i en 1–1-match mot Paris Saint-Germain. Inför säsongen 2014/2015 gick han till cypriotiska AEL Limassol.
I februari 2016 värvades Nadeau av Gefle IF, där han skrev på ett treårskontrakt. I januari 2017 värvades Nadeau av tyska Hansa Rostock.
I augusti 2018 värvades Nadeau av belgiska Virton. Den 28 september 2019 blev han klar för en återkomst i moderklubben Boulogne-Billancourt. Den 29 maj 2020 värvades Nadeau av Rodange 91 i Luxemburg.